# Eomaia scansoria
L'eomaia  (Eomaia scansoria) è un mammifero estinto, vissuto nel Cretaceo inferiore (circa 125 milioni di anni fa), i cui resti sono stati rinvenuti in Cina. Questo animale è considerato un possibile antenato degli euteri o placentati incluso l'uomo.

## L'antenato dei placentati

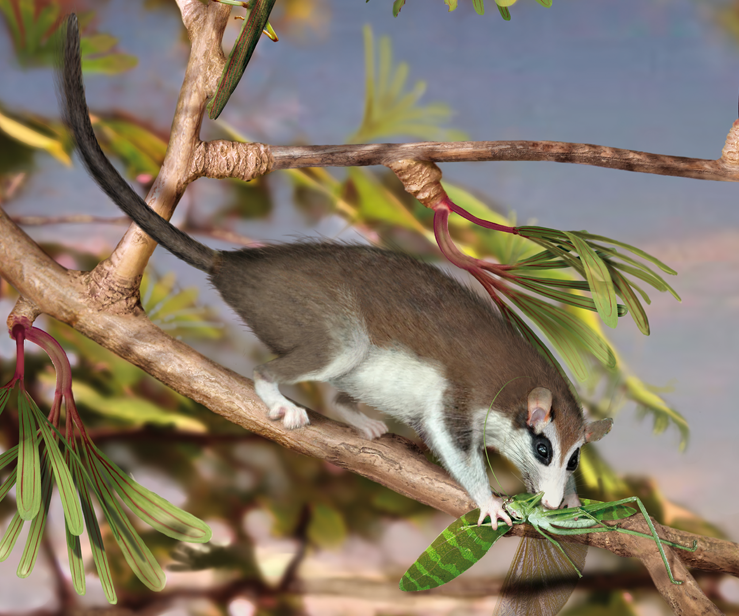
Ricostruzione

Un fossile eccezionale di questo animale è stato rinvenuto nella formazione Yixian, nella provincia di Liaoning (piano Barremiano). Lungo una decina di centimetri, questo fossile è praticamente completo e conserva persino le cartilagini e la pelliccia. Alcune caratteristiche scheletriche, come le ossa del polso e dell'anca, permettono di considerare Eomaia scansoria come un euterio antichissimo; la formula dentaria è molto simile a quella degli euteri primitivi, ma la presenza di cinque incisivi nella mascella superiore è anche una caratteristica tipica dei Metatheria. Oltre a questi incisivi, l'animale possedeva quattro incisivi inferiori e cinque premolari, al contrario dei moderni Euteri che possiedono tre incisivi superiori e inferiori e solo quattro premolari.

È stato suggerito che l'Eomaia non fosse un vero placentato: la pelvi era molto stretta e suggerisce che l'animale partorisse piccoli non pienamente sviluppati; evidentemente non doveva avere una placenta evoluta.
Secondo un articolo apparso sulla rivista Nature, nella pelvi di questo animale era presente un osso epipubico; questa caratteristica è decisamente insolita per un mammifero euterio, anche se non del tutto sconosciuta nei rappresentanti primitivi di questa linea evolutiva. L'osso epipubico è invece presente nei Marsupiali, nei Monotremi e nei Terapsidi. Tuttavia altri fattori come la struttura della caviglia denotano una forte analogia con i rappresentanti euteri del tardo Cretaceo.
L'animale era specializzato nell'arrampicarsi: sono state riscontrate falangi curvate nelle zampe posteriori (tipiche sia degli Opossum che dei Lemuri arrampicatori) e segni della presenza di forti muscoli adibiti alla sicura presa dei rami (assenti nelle forme terrestri).
A riprova di questo, l'artiglio generato dalla falange del terzo dito è più lungo degli altri ed i piedi sono relativamente lunghi se confrontati alla proporzione con le altre parti anatomiche (tutte caratteristiche arboricole).
La presenza di specializzazioni, alternata a caratteristiche di transizione, indicano che l'eomaia non è stato in assoluto il primo mammifero esponente degli Eutheria, ma che si debba andare alla ricerca di altri fossili ancora più indietro nel tempo.

## Formula dentaria

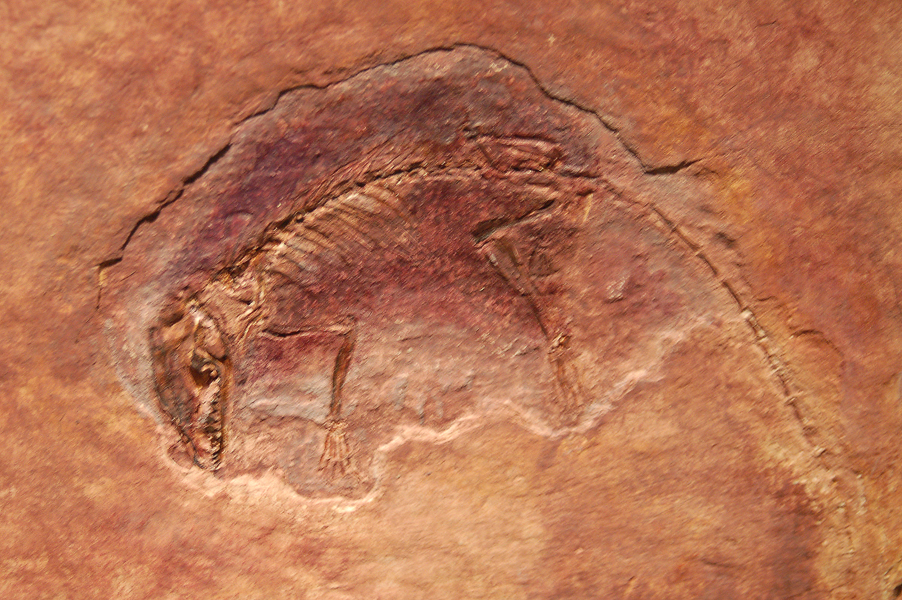
Fossile di Eomaia scansoria con in evidenza la pelliccia perfettamente conservata

## Ritrovamento eccezionale
Sulla base di 268 caratteri di campionamento calcolati confrontando tutti i vari cladi di mammiferi del Mesozoico, gli autori della descrizione hanno posto Eomaia scansoria alle radici dell'albero degli Eutheria, insieme ad altri mammiferi come Murtoilestes e Prokennalestes. Le tracce di pelo presenti sul fossile dell'eomaia costituiscono un evento eccezionale: il precedente record per un ritrovamento del genere appartiene a un mammifero del Paleocene, vissuto 60 milioni di anni fa. Il fossile di Eomaia retrodata il ritrovamento di peli fossili a 65 milioni di anni prima. È comunque altamente probabile che non solo i mammiferi primitivi precedenti a questa specie, ma anche i terapsidi evoluti possedessero peli; nonostante la pelliccia non si fossilizzi, è possibile supporre questa caratteristica sulla base di caratteristiche dello scheletro.